# Graziella Moretto
Graziella Moretto (Santos, 15 de maio de 1972) é uma atriz e autora brasileira. Ela recebeu vários prêmios ao longo de sua carreira, incluindo o Troféu Calunga de Melhor Atriz no Festival de Recife, além de ter recebido indicações para um Grande Otelo e um Prêmio Guarani. Moretto é formada em Artes Cênicas pela renomada Escola de Arte Dramática da Universidade de São Paulo.
Moretto iniciou sua carreira no teatro na década de 1990. Sua estreia profissional aconteceu no programa educativo Telecurso, onde atuou em vários personagens entre 1995 e 1999. No teatro, seu primeiro grande trabalho foi na peça Morus e Seu Carrasco. No entanto, ela ganhou maior reconhecimento ao protagonizar o filme Domésticas, em 2001, pelo qual foi aclamada pela crítica, recebendo o Troféu Calunga de Melhor Atriz, pelo Festival de Recife, e também sendo indicada ao Prêmio Guarani de Melhor Atriz, maior premiação da crítica cinematográfica do país. Em 2001, se destacou no espetáculo de comédia Terça Insana. Em 2002, ganhou destaque no aclamado Cidade de Deus, como a jornalista Marina Cintra. Por esse trabalho foi indicada pela Academia Brasileira de Cinema ao Grande Otelo de melhor atriz coadjuvante.
Na televisão, Moretto fez sua estreia nas telenovelas em 2001, como Heloísa em Estrela-Guia, da TV Globo. Ganhou maior projeção no seriado Os Normais (2002). Tornou-se mais popular pela novela Da Cor do Pecado (2004), onde interpretou a trambiqueira cômica Beki. Ela se especializou em personagens cômicos, pelos quais se tornou conhecida na televisão. Realizou participações especiais nos seriados de comédia A Diarista (2004), A Grande Família (2004), Minha Nada Mole Vida (2007), e muitos outros. Voltou às novelas em 2008, atuando em Três Irmãs, entretanto teve que se afastar da produção devido a sua gravidez. Desde então, ela tem se dedicado ao teatro e ao cinema. Em 2008 foi premiada como Melhor Atriz Coadjuvante no Festival Paulínia de Cinema por sua atuação no filme Feliz Natal, dirigido por Selton Mello.

## Biografia
Graziella Moretto nasceu no município de Santos, litoral de São Paulo, em 15 de maio de 1972. Ela é filha do ator amador Sérgio Figueiredo. Desde cedo interessou-se pela atuação, aos 13 anos iniciou no teatro amador. Começou estudando teatro no Ipê Clube, com o apoio de seu pai. Mais tarde, ingressou na renomada Escola de Arte Dramática da Universidade de São Paulo (EAD-USP), uma das maiores instituições de artes cênicas do Brasil. Além de teatro, também estudou Letras (grego e português), na USP. Iniciou carreira trabalhando em comerciais para se sustentar e após juntar dinheiro, decidiu ir para Nova York em busca de aprimorar seu estudo de atuação. Durante os três anos e meio em que morou nos Estados Unidos, trabalhou como babá, posou como modelo para um artista plástico, fez um laboratório de Shakespeare no Public Theatre, estudou um ano e meio no Actor's Center e chegou a montar pequenas peças, ao lado de suas colegas americanas, com dinheiro do próprio bolso.
No fim de 1998, com convites para ser agenciada como atriz - mas sem visto para trabalhar nos EUA - resolveu voltar ao Brasil. 

## Carreira
Ao voltar para o Brasil, também voltou a trabalhar em comerciais produzido pela O2 Filmes, produtora de Fernando Meirelles. Participou do quadro Retrato Falado, com Denise Fraga - quando ainda passava no Fantástico - e foi chamada pela produtora de elenco da O2, Cecília Homem de Mello, para fazer testes para Domésticas. Já conhecida pelo cineasta, ela foi convidada para estrelar seu filme, Domésticas, lançado em 2001. No filme, ela interpretou a ranzinza doméstica Roxane. Ela foi elogiada por sua atuação, com toques de humor. Foi premiada em festivais de cinema, incluindo Festival de Recife, como melhor atriz, e o Festival de Cinema e Vídeo de Cuiabá, como melhor atriz revelação. Depois do destaque no cinema, Graziella passou a ser convidada para mais trabalhos no cinema e na televisão. Participou do clipe "Hoje Eu Acordei Feliz", da banda Charlie Brown Jr.. No clipe, ela faz o papel de Roxane. Em 2000 ela estreou na TV Globo em um pequeno personagem na minissérie Aquarela do Brasil. Em 2001 interpretou Heloísa Castro na novela Estrela-Guia, sendo essa a sua estreia nas telenovelas. Entre 2001 e 2003 esteve no elenco do espetáculo de comédia Terça Insana, peça de muito sucesso, ao lado de grandes nomes do humor. Em 2002, interpretou Hipácia, na série infantil Ilha Rá-Tim-Bum.
Em 2002, ela fez uma participação especial no seriado Os Normais. Sua personagem fez muito sucesso e ela foi convidada para o elenco regular da série, permanecendo na atração durante a terceira temporada, em 2003. No ano seguinte, em 2004, ela foi convidada para o elenco da novela das sete Da Cor do Pecado para interpretar a cômica vilã Beki, atuando com Ney Latorraca e Maitê Proença. Sua personagem ganhou muita popularidade, sendo uma das mais lembradas em sua carreira. No mesmo ano, ela esteve no elenco principal da comédia Viva Voz, ao lado de Vivianne Pasmanter, Dan Stulbach e Betty Gofman. Em 2006, fez uma participação especial na novela do horário nobre Belíssima, como Madalena. No mesmo ano transferiu-se para a Band atuando na novela de época Paixões Proibidas, como Ângela de Sousa, a Baronesa de Torres Novas.
Em 2007, protagonizou a série O Sistema, junto com Selton Mello, na TV Globo. Também atuou na peça Graça da Vida, texto de Trish Vradenburg, direção de Aimar Labaki e adaptação de Paulo Autran. Graziella contracenou com Nathalia Timberg, que interpretou a personagem de sua mãe que sofria do Mal de Alzheimer. No elenco também constava Emílio Orciollo Netto, Fábio Azevedo, Ênio Gonçalves, Eliana Rocha e Clara Carvalho. Graziella fez sua primeira cena de nudez no cinema no filme Feliz Natal, que corresponde à estreia na direção de longas do ator Selton Mello. O filme, lançado em novembro de 2008, levou seu atual marido, Pedro Cardoso, a fazer um manifesto contra a nudez no cinema e na TV. A atriz teve de sair da novela Três Irmãs porque ficou grávida. Sua personagem, Valéria, foi assassinada. Em 2014 voltou a atuar na televisão após seis anos afastada no quadro Uãnuêi, exibido no Fantástico, onde interpretou diversos personagens ao lado de Pedro Cardoso.

## Filmografia

### Televisão
| Ano     | Título               | Personagem                 | Notas                                                                   |
| ------- | -------------------- | -------------------------- | ----------------------------------------------------------------------- |
| 1995–99 | Telecurso            | Vários personagens         |                                                                         |
| 2000    | Aquarela do Brasil   | Calu                       |                                                                         |
| 2001    | Estrela-Guia         | Heloísa Castro Lima        |                                                                         |
| 2002    | Cidade dos Homens    | Mãe do João Victor         | Episódio: "Uólace e João Victor"                                        |
| 2002    | Ilha Rá-Tim-Bum      | Hipácia                    |                                                                         |
| 2002    | Os Normais           | Patrícia Maristela Barbosa | Episódio: "Motivos Normais" Temporada 3 2002-2003                       |
| 2004    | Da Cor do Pecado     | Rebeca Sampaio (Beki)      |                                                                         |
| 2004    | A Diarista           | Naema                      | Episódio: "Família Dó-Ré-Hippie"                                        |
| 2005    | A Grande Família     | Kely                       | Episódio: "Um Drinque no Inferninho"                                    |
| 2005    | Carga Pesada         | Marinês                    | Episódio: "O Corno Sou Eu"                                              |
| 2005    | Qual É, Bicho?       | Mary Afonsa (Mary Fofa)    | Episódio: "Soltando o Gogó"                                             |
| 2006    | Belíssima            | Madalena                   | Episódio: "3–4 de julho de 2006"                                        |
| 2006    | Minha Nada Mole Vida | Fabiane Mendonça           | Episódio: "Santo Remédio!" Episódio: "Onde Foi Parar o Ganso Biscoito?" |
| 2006    | Paixões Proibidas    | Ângela de Sousa            |                                                                         |
| 2007    | O Sistema            | Regina                     |                                                                         |
| 2008    | Casos e Acasos       | Suzana                     | Episódio: "O Encontro, O Assédio e O Convite"                           |
| 2008    | Dicas de Um Sedutor  | Carolina                   | Episódio: "Golpe do Baú"                                                |
| 2008    | Três Irmãs           | Valéria Gutierrez          |                                                                         |
| 2014    | Uãnuêi               | Várias personagens         |                                                                         |

### Cinema
| Ano  | Título               | Personagem      |
| ---- | -------------------- | --------------- |
| 1996 | Super Colosso        | Madame Pastiche |
| 2001 | Domésticas           | Roxane          |
| 2001 | Mater Dei            | —               |
| 2002 | Cidade de Deus       | Marina Cintra   |
| 2003 | O Martelo de Vulcano | Hipácia         |
| 2004 | Viva Voz             | Karina          |
| 2007 | Não por Acaso        | Mônica          |
| 2007 | O Signo da Cidade    | Mônica          |
| 2008 | Feliz Natal          | Fabiana         |
| 2017 | O Caso J.            | [ 17 ]          |

## Teatro
| Ano       | Título               | Personagem | Notas                                                                                | Ref.   |
| --------- | -------------------- | ---------- | ------------------------------------------------------------------------------------ | ------ |
| 1998      | Morus e Seu Carrasco |            | Direção de Gianni Ratto ao lado de Gerson Steves, Luís Miranda, Ariel Moshe e outros |        |
| 2001-2003 | Terça Insana         |            |                                                                                      |        |
| 2006      | O Beijo no Asfalto   |            |                                                                                      |        |
| 2007      | A Graça da Vida      |            |                                                                                      |        |
| 2015      | O Homem Primitivo    |            | Com Pedro Cardoso                                                                    | [ 18 ] |
| 2019      | Nem Sim Nem Não      |            | Com Pedro Cardoso                                                                    | [ 18 ] |
| 2019      | Uãnuêi – Match       |            | Com Pedro Cardoso                                                                    | [ 18 ] |
| 2019      | Uãnuêi – a Festa     |            | Com Pedro Cardoso                                                                    | [ 18 ] |
| 2019      | Uãnuêi – Profissões  |            | Com Pedro Cardoso                                                                    | [ 18 ] |

## Prêmios e indicações
| Ano  | Associações                          | Categoria                           | Nomeações                        | Resultado |
| ---- | ------------------------------------ | ----------------------------------- | -------------------------------- | --------- |
| 2001 | Cine PE - Festival do Audiovisual    | Melhor Atriz em Longa-metragem      | Domésticas                       | Venceu    |
| 2001 | Festival de Cinema e Vídeo de Cuiabá | Melhor Atriz Revelação              | Domésticas                       | Venceu    |
| 2001 | Cine Ceará                           | Melhor Atriz                        | Domésticas                       | Venceu    |
| 2002 | Prêmio Guarani de Cinema Brasileiro  | Melhor Atriz                        | Domésticas                       | Indicado  |
| 2003 | Grande Prêmio do Cinema Brasileiro   | Melhor Atriz Coadjuvante            | Cidade de Deus                   | Indicado  |
| 2008 | Festival Paulínia de Cinema          | Melhor Atriz Coadjuvante            | Feliz Natal                      | Venceu    |
| 2020 | Prêmio do Humor                      | Prêmio especial (com Pedro Cardoso) | Ocupação Teatro Morumbi Shopping | Venceu    |
| 2022 | Prêmio do Humor                      | Performance                         | A Reclamação da República        | Pendente  |
| 2022 | Prêmio do Humor                      | Espetáculo                          | A Reclamação da República        | Pendente  |
| 2022 | Prêmio do Humor                      | Texto                               | A Reclamação da República        | Pendente  |